# Лакаб
Лакаб (араб. لقب) — частина арабського імені, прізвисько, почесний титул, епітет, що возвеличує, псевдонім.

## Історія
Лакаб є найскладнішим в арабській традиції йменуванням, як за формою, так і за семантичним складом, і за синтаксичним вжитком. Витоки таких імен походять із середньовіччя, з реалій стародавнього мусульманського світу. Переклад імені лакаб у багатьох випадках потребує детального знання культурно-історичної ситуації у період життя його носія. Слід також враховувати, що подібні імена, здебільшого, надавались людині після її смерті. Різним соціальним прошаркам суспільства були притаманні різні групи імен лакаб.
Лакаб у вузькому значенні прізвиська відомий у всіх історичних епохах та у всіх рівнях суспільства. Часто таке презирливе прізвисько (виділяється терміном набаз чи лабаз); воно може відображати якусь тілесну ваду людини чи негативну властивість характеру: «Тавіл» (довгий), «аль-Каззаб» (брехун) тощо. Відповідно до ісламського права (фикг) заборонено надавати прізвисько з метою висміювання чи приниження людини й дозволено надавати лакаб, що підкреслює будь-які чесноти.
У правителів, воєначальників, державних сановників були поширеними титули з елементами -дін, -давла, -амір, -мульк, -іслам тощо. Є винятково індивідуальним для кожного династа й династії в цілому.
Іноді найменування за заняттями чи посадами позначається спеціальним терміном мансаб (إسم منصب). Наприклад, аль-Хатіб, ан-Наххас, ар-Равія, що є окремим випадком імен типу лакаб.
Почесні титули іноді об'єднуються терміном хітаб. Зазвичай — то імена типу лакаб з елементом ад-дін: Рашид-ад-Дін, Салах ад-Дін.
Багато імен лакаб халіфів, емірів та інших правителів із плином часу перейшли у розряд ісм і почали вживатись у всіх соціальних групах, наприклад: Ар-Разі, Ріда, Закі, Такі, а також утворені за типом кунья Абуль-Фатх, Абу Наср, Абуль-Фадль.
Іноді до імен лакаб відносять псевдоніми поетів, письменників і людей культури, що об'єднуються терміном тахаллус (тахлос чи махлас). Імена тахаллус можуть мати будь-який зв'язок з особистими якостями носія, з характером і стилем його творів, з іменами меценатів, з назвою місця проживання тощо. Так, наприклад, поет ал-Баїс був названий за віршем, що починається словом того ж кореню, аль-Мутанаббі — за родом своєї політичної діяльності, а у поета Омара Хаяма — Хаям — це прізвисько, що означає «Палаточник». Таке прізвисько мало часто згадуватись у кінцевому вірші (бейті) кожного твору поета і слугувало знаком авторської належності.